# Club de amigos de La Red
El Club de amigos de La Red fue un programa infantil de televisión chileno creado en 1995 y trasmitido hasta 1999 por el canal La Red. El programa fue dirigido por Pablo Laplace quien también le dio vida a la recordada voz en off que llamaban «El Profeta», sobrenombre que le dio su equipo de trabajo formado por mujeres.

## Historia
En su principio fue animado por Savka Pollak que con su carisma se hacía cómplice de los pequeños panelistas. Este programa fue creado para un público de un rango entre los 6 a 10 años.
Después de un año de exitoso programa, Savka Pollak tras quedar embarazada entrega la animación de este a la animadora infantil que pertenecía a la misma estación televisiva; Mary Rogers. Esto llevó a que el programa diera un cambio radical en su forma, agregando más secciones y retirando por completo los dibujos animados.
El contacto que se daba entre Mary Rogers y los niños del panel era muy positivo haciéndole notar más de una vez como una mamá, amiga y animadora.
Otro cambio surgió en 1997 ya que tomaría las riendas del programa una primeriza e inexperta María Fernanda García-Huidobro "Titi" más conocida en ese entonces como "Chica Bacilona" (apodo puesto por Leo Caprile en el programa ¿Cuánto vale el show?) donde esta había realizado el rol de modelo durante casi un año. Con la llegada de esta nueva animadora se pretendió dar una imagen más fresca y juvenil al programa ya que tanto el público objetivo como panelistas entraban en la etapa de adolescencia, se crearon nuevas secciones y otras se renovaron dejando en el recuerdo colectivo muchas de ellas.
En mayo de 1998 se dio una renovación al programa que cambió su nombre a "El Show de Titi" y posteriormente a "Titi Pelakables" probando diversos formatos dirigidos a adolescentes y jóvenes. Definitivamente el programa terminó en agosto de 1999. 
A diferencia de la suerte que corrieron las conductoras del espacio, este programa sirvió como semillero de varios rostros jóvenes de la televisión de los años 1990. De aquí salió Paloma Aliaga a la conducción de Extra jóvenes. También Miguel Moyano, Matías Ponce, Agustín González, Mariano Gallardo y Paula Grell emigraron a Radio Zero desde donde crearon los recordados programas Los niños no lloran (a cargo de Miguel, Matías, Agustín y Paula, quien posteriormente abandonaría el proyecto y seria reemplazada por Montserrat Jaramillo, quien se quedó a cargo 2 años del programa radial) y Mapa Carretero (a cargo de Mariano Gallardo). Este último continuó varios años más en Radio Zero, a cargo de diferentes programas. 
Otro de los jóvenes talentos que creció en el espacio televisivo fue Pablo Carrasco, quien desde el año 1998 a 2000 animó el espacio infantil Juegáfono de la extinta estación televisiva The Fun Channel de VTR.
A comienzos de 2000 los programas infantiles más importantes Estación buena onda de TVN y  Ojo con los niños de Canal 13 se nutrieron de rostros sacados de este programa. En el canal estatal participaron Paula Grell y Matías Vega, mientras que en la estación católica lo hicieron Matías Ponce y Agustín González (quienes además eran los panelistas juveniles de La mañana del trece). 
Posteriormente en 2002 Matías Vega (conducción), Cynthia Troncoso (enlaces webcam), Pablo Carrasco (enlaces webcam) y Matías Ponce (reportero), trabajaron juntos en el programa Música libre. Este último fue el Emprendedor de Internet más joven de Latinoamérica y creador del sitio web mirecreo.com bajo el alero de I Latin Holding y donde participarían también Cynthia Troncoso (editora de espectáculo y enlaces webcam), Pablo Carrasco (reportero), entre otros exintegrantes del programa.
Ya para 2003 la mayoría de los panelistas del Club de Amigos se retiraron de la escena mediática para iniciar sus respectivas carreras profesionales. Dentro de los participantes actualmente algunos siguen ligados a los medios de comunicación u otras actividades profesionales. 
- Monserrat Torrent es presentadora de los programas Así somos y de Sacúdete de La Red.
- Matías Vega es Director de Cine.
- Mariano Gallardo trabaja como Director del Área de Docureality de Canal 13.
- Javiera Flores es diplomática, actualmente cónsul de Chile en Buenos Aires.
- Paloma Aliaga es madre de tres niñas y trabaja en su propia empresa de publicidad.
- Cynthia Troncoso es Psicóloga, con un postitulo en clínica infanto-juvenil en la Universidad de Chile y varios diplomados en el Ministerio de Defensa.
- Pablo Carrasco es Ingeniero Comercial de la Universidad del Pacífico Las Condes
- Paula Grell es periodista y maneja una Consultoría en Relaciones Públicas.
- Mauricio Vasconcellos se mantuvo en la danza. Es bailarín profesional y perteneció a la Compañía de Danza Arje, y luego a la Compañía Arte Ballet. Allí es bailarín y también da clases de baile entretenido y acondicionamiento físico.
- Pedro Maceratta es Ingeniero Civil con estudios en Chile, USA e Italia. Hoy luego de varios emprendimientos tecnológicos, trabaja en una empresa de tecnología en Sídney, Australia.
- Matías Ponce egresó de tres carreras universitarias, cursó estudios de Magíster en la Universitat de Barcelona y la Universidad Católica de Chile y actualmente es directivo de comunicación institucional en una empresa pública.
- Claudia Valenzuela es Productora de TV trabajando para una importante empresa Audiovisual
- Valentina Valderrama y Claudia Mendoza se dedican a la pedagogía y el trabajo con jóvenes y niños.

## Composición del programa
Por ser un programa infantil estaba compuesto de dibujos animados tales como:
- El Dragón Chiflado y Mr. Toad (versión de Rankin/Bass Productions)
- Scooby y Scrappy Doo
- Charly Gato y los Papanatas
- Tiro Loco McGraw
- Arbegas, el rayo Custodio
- Viaje al Centro de la tierra
- Ulises 31 (DIC Entertainment hoy WildBrain)
- Huckleberry Hound
- Pixie, Dixie y el gato Jinks
- Ruff y Reddy

### Renovación de 1997
- El Recurso de Amparo (Panelistas estables)
- Yo Quiero ser Actor (Mariano Gallardo, Paloma Aliaga, Matias Ponce, Agustín González, Cynthia Troncoso, Paula Grell, entre otros)
- El Chiste Cool (Mariano Gallardo, Paloma Aliaga, Matias Ponce, Agustín González, Cynthia Troncoso, Paula Grell, Pablo Carraco, Valentina Valderrama, Rocio Viveros, Andres Maceratta, entre otros)
- El Ranking (Grupo de Baile a cargo del coreógrafo Hugo Urrutia)
- Notero por un día
- El Aguja (Nicolas Lira)
- Yo también puedo (Pablo Carasco, Rocio Viveros, Cynthia Troncoso, Valentina Valderrama, Claudia Mendoza, Mariano Gallardo)
- Mentiroso, mentiroso (Panelistas estables)
- Whiskas y Pedigree (Cynthia Troncoso)
- Ubicate (Sección de Video Clips Conducido por Paloma Aliaga y Miguel Moyano)
- Archivos X (Matias Ponce y Agustín González)

## Panelistas
Por el gran éxito que tuvo el programa, muchos niños soñaban con ser parte del selecto grupo de niños panelistas llevando esto a muchas rotaciones de estos mismo. Los rostros preferidos y más emblemáticos de este programa fueron:
- Monserrat Torrent
- Mariano Gallardo
- Pablo Carrasco
- Matias Ponce
- Javiera Flores
- Paula Grell
- Cynthia Troncoso
- Paloma Aliaga
- Nicolás Lira
- Miguel Moyano
- Antonella Orsini
- Matias Vega
- Claudia Mendoza
- Pedro Maceratta (Andrés)
- Agustín González
- Rocío Vivero
- Mauricio Vasconcellos
- Alejandra Aguirre
- Valentina Valderrama
- Juan Carlos Palma
- Gabriela Hormaechea
- Carla Meza